# (32057) Ethannovek
2000 JT41 (asteroide 32057) é um asteroide da cintura principal. Possui uma excentricidade de 0.12109250 e uma inclinação de 1.72990º.
Este asteroide foi descoberto no dia 7 de maio de 2000 por LINEAR em Socorro.